# Игитян, Генрих Суренович
Генрих Суренович Игитян (арм. Հենրիկ Սուրենի Իգիթյան, 5 марта 1932 — 11 мая 2009, Ереван) — армянский искусствовед, заслуженный деятель искусств Армянской ССР (1980).
- 1951—1956 — Ереванский институт иностранных языков.
- 1958—1963 — Ленинградский институт архитектуры и скульптуры.
- 1960—1971 — работал в галерее искусства Армении.
- С 1972 — директор музея современного изобразительного искусства Армении.
- С 1978 — директор центра эстетического воспитания детей Армении.
- 1989—1991 — был народным депутатом СССР от Армянской ССР.
- С 1994 — возглавил товарищество современных художников «Ноян тапан».
- 2001 — награждён медалью Мхитара Гоша и Мовсеса Хоренаци.
- 2004 — присвоено звание Почётного гражданина Еревана.
- 2005 — присвоена медаль Лос-Анджелесского университета.

Награждён орденом Дружбы народов (1986). Кавалер ордена искусств и литературы (Франция, 15.01.2009).

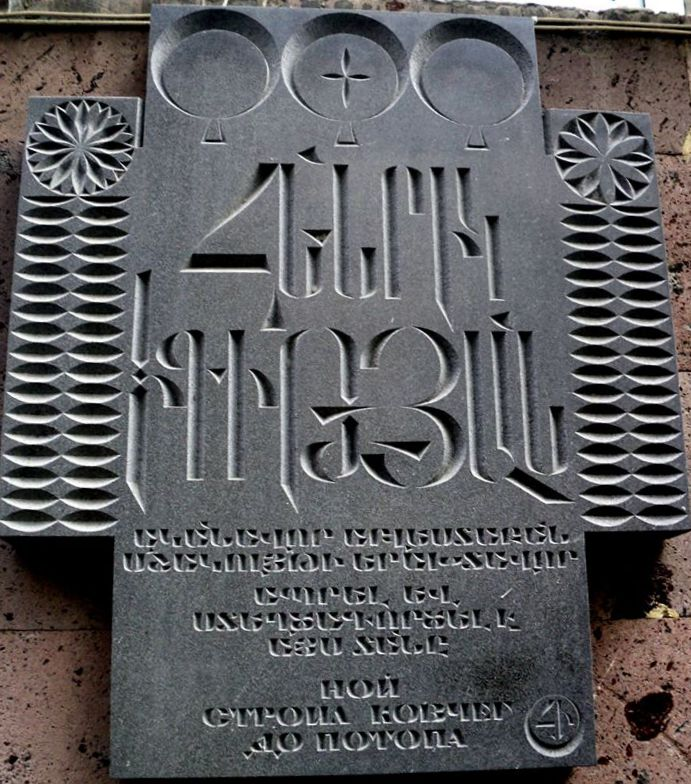

## Работы
Минас Аветисян
Современное армянское искусство
Арам Исабекян (1999)
От Овасатяна до Минаса (2000)
Акоп Гюрджян (1966)
Ерванд Кочар (1972)
Дерево жизни (1985)
Вруйр Галстян (2006)
Ашот Ованесян (2007)